# Cadena 100
Cadena 100 es una cadena de radio española, que emite música contemporánea para adultos. Su formato es AC por lo que está dirigido a una audiencia familiar tanto para jóvenes cómo para adultos. El rango de edad de sus oyentes oscila entre los 25 y los 55 años. Sus estudios centrales están en Madrid, aunque posee frecuencias repartidas por toda España. 
Está operada por Ábside Media, al que pertenecen también otras cadenas de radio: la radio generalista COPE y las emisoras musicales Rock FM y MegaStar FM, propiedad de la Conferencia Episcopal Española.  Cadena 100 comenzó sus emisiones el 1 de mayo de 1992. La emisora se puede escuchar a través de la TDT en todo el territorio nacional, de manera que se puede escuchar también en la televisión. Es la segunda emisora de radio musical más escuchada del país, con 1.739.000 oyentes, según la 2.ª oleada de 2025. Se puede sintonizar a través de la radio FM, DAB, TDT o Internet.

## Historia
La emisora musical del Grupo COPE tiene su precedente en Popular FM, una cadena de emisoras musicales de Radio Popular (Cadena COPE) que empezó a emitir a principios de los años noventa. En un principio, la COPE funda Cadena 100 para hacer radio fórmula musical con 100 discos. Así, el 1 de mayo de 1992 se creó Cadena 100, ocupando la dirección de la misma hasta 1997, Rafael Revert, quien también fue una de las figuras fundadoras de Los 40 Principales en 1966. Se empezó emitiendo un concierto tributo a Freddy Mercury, y nacieron también "los 100 de la COPE". El objetivo era inventar una radiofórmula para adultos y con mucho rock. El target era gente más mayor que la que escuchaba otras emisoras enfocadas a un público más juvenil. La primera emisión de Cadena 100, la del 1 de mayo, corrió a cargo de Paloma Serrano y de Carlos Finally. Durante muchos años, emitió en simultáneo con COPE, el programa "Supergarcía", debido a que había capitales de provincia sin emisión de COPE en FM.
El primer programa despertador de la emisora fue "La Jungla", creado por José Antonio Abellán para Cadena 100. Desde septiembre de 1991 hasta la temporada 2005-2006 José Antonio Abellán se puso a los mandos del programa, rodeado de colaboradores como Miguel Ángel Rodríguez "El Sevilla", Carlos Moreno "El Pulpo", Fernando Echeverría "El Gato", Oscar Blanco "El Whopper", Alfonso Arús y todo su equipo, Fernando Romay, Rosa Rosado, Javi Pérez Sala o Carlos Finally.
Entre 1996 y el año 2000 Rafael Escalada, "El Oldie", presentó "Conservas Escalada", un programa vespertino de Cadena 100. El programa duró de 1996 al año 2000. Era un magazín con temática musical que consistía en reproducir canciones dedicadas por los oyentes,  bromas telefónicas, concursos, etc.

## Cadena 100 (2006-presente)
El 4 de septiembre de 2006, la cadena estrenó una nueva programación, basándose en una mezcla de canciones actuales y favoritas de los últimos años, con gran variedad de estilos, épocas e idiomas. Adoptó los más actuales sistemas de programación musical, basados principalmente en las preferencias de los oyentes adultos de 28 a 50 años.
El 25 de septiembre de ese mismo año la cadena estrenó su nuevo programa despertador. "¡Buenos días, Javi Nieves!" presentado por Javi Nieves y Rosa Rosado. que posteriormente pasó a llamarse "¡Buenos días, Javi y Mar!", al tiempo de incorporarse Mar Amate. Varios días después estrenó "Buenos días, Pulpo", un programa despertador para los fines de semana presentado por Carlos Moreno 'El Pulpo'. 
Desde 2006 a 2009 Guillem Caballé fue realizador y presentador del programa Hot 100, el repaso a la lista de Cadena 100.
En 2007 Cadena 100 centró su estrategia en ofrecer canciones sin cortes garantizando "45 minutos de música sin interrupción". Sin embargo, a partir de 2008 la batalla de las emisoras musicales se centró en ofrecer "variedad" y Cadena 100 adoptó un nuevo eslogan vigente hasta hoy "La mejor variedad musical". Desde entonces, la variedad musical y la escasa publicidad son dos rasgos distintivos de esta emisora.
El 29 de agosto de 2011 Cadena 100 estrenó un nuevo programa, "Las 100 y una noches", que se emitía de lunes a viernes de 21:00 a 3:00. El presentador del programa era Molo Cebrián.
El 10 de septiembre de 2012, Cadena 100 estrenó un nuevo programa para despedir las noches de lunes a viernes, "¡Buenas noches, Óscar Martínez!" presentado por Óscar Martínez tras ser despedido de Cadena Dial, cambiando el horario de "Las 100 y una noches", que a partir de la temporada 2012-2013 sería de 0:00 a 3:00 de la mañana.
El 11 de noviembre de 2012 se estrenó una nueva sección "Óscar Martínez de cerca con...". Esta sección sólo se emitía una vez al mes menos en agosto y a veces en septiembre. En esta sección, Óscar se reunía en una ciudad en un establecimiento cerrado con un cantante famoso para hacerle una entrevista y disfrutar de sus nuevas canciones y novedades.
En marzo de 2013 algunas frecuencias que eran de ABC Punto Radio pasaron a ser nuevas frecuencias de Cadena 100, ampliándose así su cobertura nacional. 
El 18 de julio de 2014, se dio por terminado el programa "¡Buenas noches, Óscar Martínez!", para sustituirlo por "Cadena 100 Happy Hour", que sería estrenado el 1 de septiembre de ese mismo año. También se dio por terminado el programa "Las 100 y una noches", retirando a su presentador de la cadena.
El 25 de julio de 2015 Cadena 100 dio por terminado "Buenos días, Pulpo", moviendo a su presentador Carlos Moreno 'El Pulpo' a la cadena COPE, para presentar "Poniendo las calles", un nuevo programa de 4 a 6 de la mañana.
El 22 de julio de 2016 Óscar Martínez abandonó Cadena 100 después de 4 temporadas. El programa "Happy Hour" pasó a ser presentado por Almudena Navarro, y posteriormente por Myriam Rodilla, y a partir de ese momento la sección "Óscar Martínez de cerca con..." pasó a ser "Cadena 100 de cerca", presentado por Antonio Hueso.
El 7 de septiembre de 2019 se estrena "La Verbena", un nuevo programa de radio presentado por Dani Martínez y Julián López, basado en las fiestas de los pueblos del mundo, que se conocen como "verbena", retirado el 23 de octubre del mismo año al no compaginar el programa con sus horarios. Además, en ese año Almudena Navarro dejó de ser conductora del programa Happy Hour, para pasar las manos del programa a Myriam Rodilla, en donde curiosamente en su última temporada en el verano tuvo varias secciones como La Canción de la Ventanilla y el 2×1, quién este último ha perdurado hasta hoy y consiste en que un artista ofrecerá a partir de las 21:00 2 canciones suyas para empezar la hora. Sobre todo en ese año fue también que Jordi Cruz estrenó un programa en línea a las 20:30 llamado "AfterWork", donde entrevistaba a las artistas del panorama internacional y actual, tanto en música como en televisión. El programa en línea fue cancelado en el verano y el locutor también, para dejar paso a un nuevo programa vespertino. 
En la cuarentena, Cadena 100 remasterizó la canción Resistiré del grupo Dúo Dinámico en los tiempos del confinamiento. Se convirtió en un himno nacional en los aplausos del balcón a las 20:00, con una nueva versión donde fue un brutal éxito contando con más de 65 millones de visualizaciones en YouTube y con 50 voces más carismáticas del pop nacional. Además, la radio se transformó en esta temporada como la radio musical líder en Internet, con más de 8 millones de usuarios, según ComScore. 
El 31 de agosto de 2020 se estrena un programa en horario vespertino de días laborales llamado "Mateo & Andrea" presentado por Mateo González y Andrea Caña, tras su aventura matinal en otra emisora del Grupo COPE, MegaStar FM. Este programa cuenta con secciones como Tú contra Shazam, donde interactúa el oyente a través de Shazam para saber la canción que se escucha. 
El 13 de febrero de 2021 se estrenó "De Sábado", un nuevo programa presentado por Christian Gálvez y Víctor Parrado, basado en el humor, el entretenimiento y la mejor variedad musical, los sábados por la mañana. Sin embargo, debido a las críticas negativas al programa por ser un programa chabacano, vulgar e irritante para el oyente, se canceló el 18 de junio de 2022. Si bien, también el 9 de septiembre de 2021 se estrenó los domingos en horario matinal "Hueso", presentado por Antonio Hueso, donde el modelo de este programa se basa en secciones curiosas, la actualidad cinéfila, musical e internética, y entrevistando a artistas del panorama internacional y nacional actuales. Fue retirado el 18 de julio de 2022.

## Audiencia
Según los datos hechos públicos en el Estudio General de Medios del 10 de diciembre de 2024, Cadena 100 consigue 1 887 000 oyentes siendo la segunda emisora del Grupo COPE con más audiencia, 1 624 000 oyentes menos que la generalista COPE.
- En la 3.ª oleada de 2017 consiguió su récord histórico con 2 254 000 oyentes, arrebatando la medalla de plata a Cadena Dial.
- Según el último EGM del año 2024, 1 230 000 oyentes escuchan ¡Buenos días, Javi y Mar!, quedándose con solo 626 000 oyentes menos que el morning show más escuchado de la radio musical en España.

Estos datos colocan a Cadena 100 en la segunda posición de cadenas musicales españolas, por detrás de Los 40, y por encima de su competencia directa, Cadena Dial.

## Imagen corporativa

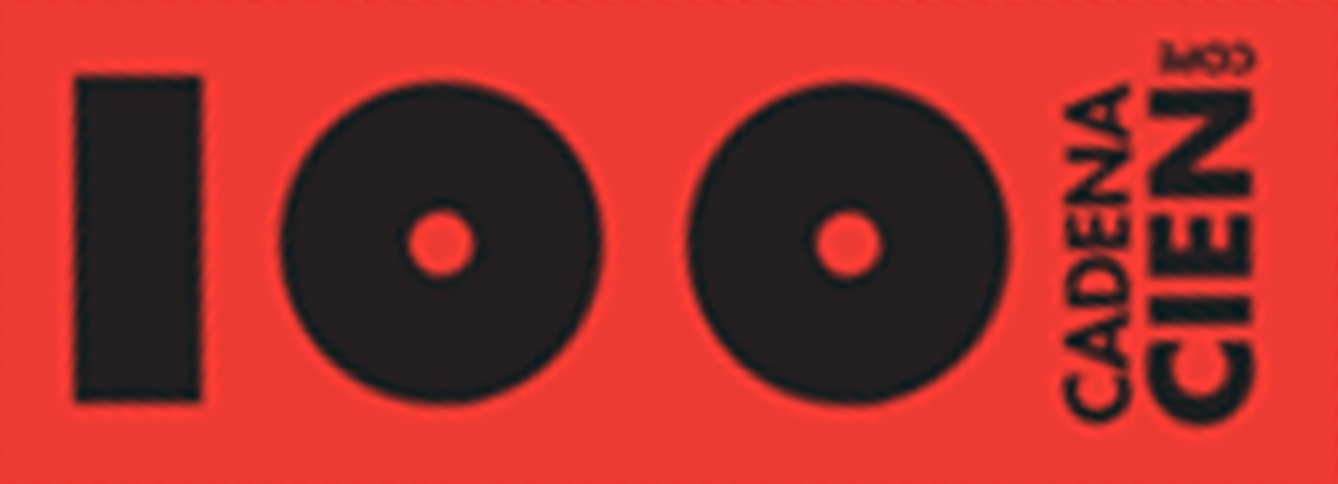
1992-2003
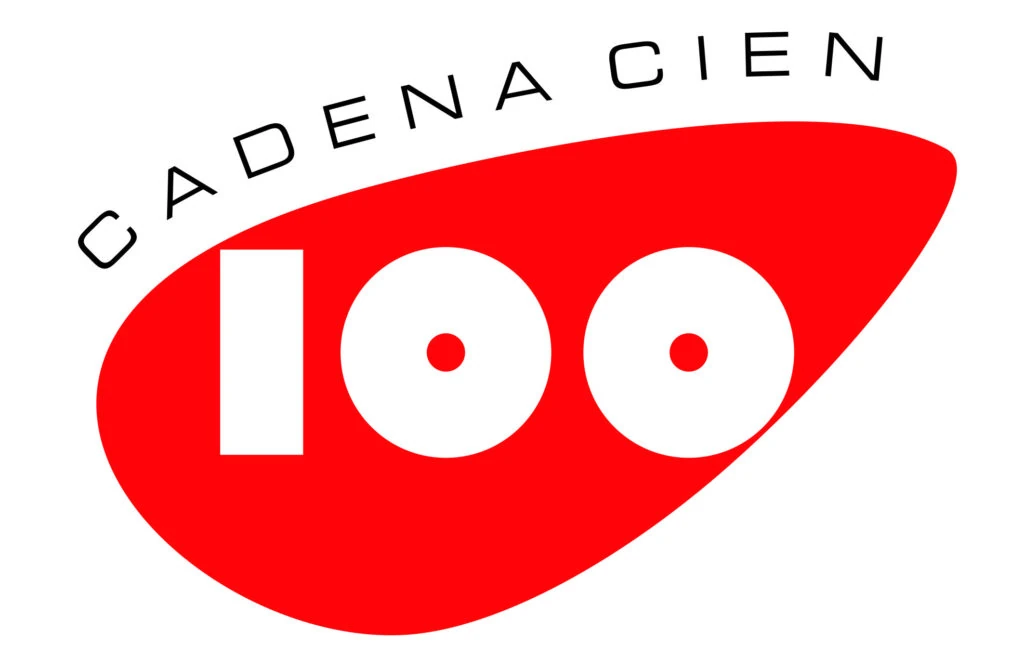
2003-2011
2012-2024
2024-actualidad

## Conciertos

### La Noche de Cadena 100
En 2006 Cadena 100 creó su propia noche, La Noche de Cadena 100, un concierto que se celebra una vez al año en el Barclaycard Center de Madrid, reuniendo sobre su escenario a los artistas nacionales e internacionales del momento. Todo el dinero recaudado se destina a ayudar niños y niñas de países en vías de desarrollo.

### Cadena 100 Por Ellas
En 2012, Gema, una oyente de la emisora, llamó a Javi y Mar para contar que la música que escuchaba en la radio la ayudaba en su proceso de quimioterapia. A raíz de esa llamada, Cadena 100 sacó la canción "No estás sola (You're not alone)" con Robert Ramírez y las voces de Javi y Mar, cuyos beneficios se destinaron íntegramente a la Asociación Española Contra el Cáncer.
Desde 2013, cada año se organiza el concierto solidario Por Ellas en el Barclaycard Center de Madrid para colaborar en la investigación contra el cáncer, junto con una canción compuesta expresamente para la ocasión que sirve como himno del concierto.
En 2013, la canción solidaria fue una versión de "Color esperanza", producida por Alejo Stivel e interpretada por Chenoa, India Martínez, Lamari de Chambao, Leire Martínez de La Oreja de Van Gogh, Mai Meneses de Nena Daconte, Rozalén y Susana Alva de Efecto Mariposa, con la colaboración especial de Mar Amate.
Al año siguiente, Pablo López compuso "El mejor momento", en 2015 el himno fue "Tú eres la vida" de Maldita Nerea, y en 2016 Ruth Lorenzo colaboró con su canción "Voces".
Los encargados de la canción del evento en 2017 fueron Rozalén y Estopa con "Vivir". En 2018, La Oreja de Van Gogh presentó "La chica del espejo" Y en 2019 Ramón Melendi (Melendi) nos hace "Por encima de la bruma". En 2020 el evento se realizó en línea y su himno corrió a cargo de Rosana y en 2021 fue Vanesa Martín la responsable del himno de CADENA 100 Por Ellas. En 2022 el himno de Ana Torroja para el evento se llama "Pasos de Gigante".
Los encargados de la canción del evento en 2023 fueron Conchita y Álvaro Soler con "Y a ti nadie te quiere". En 2024, las encargadas del himno han sido Conchita, Julia Medina y Paula Mattheus con una nueva versión de la canción del año pasado.

### Cadena 100 por la Paz
El 9 de marzo de 2024 se estrena la primera edición de Cadena 100 por la Paz, un concierto que tendrá lugar en el WiZink Center, a beneficio de Manos Unidas. Una noche en la que juntan a varias de las voces más representativas que forman parte de la mejor variedad musical de CADENA 100.

### Club 100
CLUB 100 es el nombre de los conciertos especiales en formato acústico organizados por Cadena 100, para acercar a artistas y grupos a todos los rincones de España.  Son conciertos limitados y gratuitos por invitación, organizados por cada una de las emisoras locales de Cadena 100 distribuidas por toda España. Por norma general, las invitaciones se pueden recoger en las emisoras locales de Cadena 100 que organizan el concierto.

## Parrilla de programación
| Días / Horarios                  | Programa                                   | Conducción                                                                      |
| -------------------------------- | ------------------------------------------ | ------------------------------------------------------------------------------- |
| Lunes a viernes de 06:00 a 10:50 | Buenos días, Javi y Mar                    | Javi Nieves y Mar Amate                                                         |
| Lunes a jueves de 10:50 a 13:50  | La mejor variedad musical                  | Antonio Hueso                                                                   |
| Lunes a jueves de 13:50 a 15:50  | La mejor variedad musical                  | Ruth Medina                                                                     |
| Lunes a viernes de 15:50 a 19:50 | Mateo y Andrea                             | Mateo González y Andrea Caña                                                    |
| Lunes a viernes de 19:50 a 00:00 | La mejor variedad musical                  | Almudena Navarro                                                                |
| Fines de semana                  |                                            |                                                                                 |
| Sábado de 06:00 a 09:50          | Buenos días, Javi y Mar (mejores momentos) | Javi Nieves y Mar Amate                                                         |
| Sábado de 09:50 a 00:00          | La mejor variedad musical                  | Myriam Rodilla, Pablo Gallinar, Juan Sobrino y Santi Burgoa.                    |
| Domingo de 07:00 a 00:00         | La mejor variedad musical                  | Alejandra Estévez, Myriam Rodilla, Pablo Gallinar, Juan Sobrino y Santi Burgoa. |
| Festivos y días aleatorios       | La mejor variedad musical                  | Ignacio Visiers y Sergio Blázquez                                               |

## Frecuencias

### FM
Indicativo RDS PS: "CAD - 100"

#### Andalucía
- Almería: 94.1 FM
- Antequera: 93.5 FM
- Córdoba: 106.7 FM
- Granada: 88.2 FM
- Huelva: 92.2 FM
- Jaén: 88.8 FM
- Jerez de la Frontera: 92.4 FM
- Málaga: 89.4 FM
- Pozoblanco: 92.0 FM
- Sevilla: 105.5 FM

#### Aragón
- Huesca: 99.3 FM
- Teruel: 104.2 FM
- Zaragoza: 97.9 FM

#### Asturias
- Asturias: 103.6 FM

#### Canarias
- Arrecife: 105.3 FM
- Fuerteventura: 105.3 FM
- Las Palmas de Gran Canaria: 91.8 FM
- Los Llanos de Aridane: 104.1 FM
- Maspalomas: 87.6 FM
- Mogán: 100.7 FM
- Santa Cruz de Tenerife: 89.4 FM
- Tenerife Norte: 100.4 FM

#### Cantabria
- Castro-Urdiales: 93.7 FM
- Laredo: 107.5 FM
- Santander: 88.4 FM
- Torrelavega: 95.2 FM

#### Castilla-La Mancha
- Albacete: 95.4 FM
- La Mancha: 94.9 FM
- Ciudad Real: 97.7 FM
- Cuenca: 89.3 FM
- Guadalajara: 102.5 FM
- Puertollano: 93.8 FM
- Talavera de la Reina: 92.2 FM
- Toledo: 96.3 FM

#### Castilla y León
- Astorga: 87.6 FM
- Ávila: 101.9 FM
- Briviesca: 102.2 FM
- Burgos: 105.1 FM
- León: 93.3 FM
- Oña: 99.2 FM
- Palencia: 99.8 FM
- Salamanca: 90.0 FM
- Segovia: 103.3 FM
- Soria: 88.9 FM
- Valladolid: 88.5 FM
- Zamora: 105.1 FM

#### Cataluña
- Barcelona: 100.0 FM
- Gerona/Figueras: 89.4 FM
- Lérida: 96.0 FM
- Reus/Tarragona: 89.6 FM

#### Comunidad de Madrid
- Henares: 102.5 FM
- Madrid: 99.5 FM
- Sierra: 91.3 FM

#### Comunidad Valenciana
- Alicante: 95.6 FM
- Benidorm: 93.0 FM
- Castellón de la Plana: 91.7 FM
- Elche: 93.3 FM
- Gandía: 94.4 FM
- Játiva: 95.9 FM
- Onteniente: 95.9 FM
- Valencia: 99.0 FM

#### Extremadura
- Badajoz: 89.1 FM
- Cáceres: 88.8 FM
- Campiña Sur de Extremadura: 106.7 FM
- Jaraíz de la Vera: 101.2 FM
- Mérida (España): 100.4 FM
- Plasencia: 87.6 FM
- Tierra de Barros: 89.3 FM
- Vegas Altas: 91.8 FM

#### Galicia
- Cuntis: 94.9 FM
- El Barco de Valdeorras: 88.4 FM
- Ginzo de Limia: 99.3 FM
- La Coruña: 88.7 FM
- Lugo: 98.9 FM
- Orense: 92.4 FM
- Pontevedra: 89.6 FM
- Ribadeo: 106.0 FM
- Santiago de Compostela: 88.9 FM
- Verín: 97.1 FM
- Vigo: 96.5 FM
- Vivero: 97.0 FM

#### Islas Baleares
- Ibiza: 89.1 FM
- Menorca: 101.3 FM
- Palma de Mallorca: 97.6 FM

#### La Rioja
- Calahorra: 94.3 FM
- Haro: 95.6 FM
- Logroño: 101.4 FM

#### Melilla
- Melilla: 102.2 FM

#### Navarra
- Alsasua: 98.6 FM
- Estella: 99.6 FM
- Pamplona: 87.9 FM
- Peralta: 92.3 FM

#### País Vasco
- Bilbao: 103.7 FM
- Éibar: 96.3 FM
- San Sebastián: 106.2 FM
- Vitoria: 105.6 FM

#### Región de Murcia
- Águilas: 92.3 FM
- Cartagena: 98.8 FM
- Cieza: 104.4 FM
- Jumilla : 104.2 FM
- Lorca: 93.5 FM
- Murcia: 89.7 FM
- Yecla: 104.2 FM

### DAB
- Barcelona: 8A 195.936 MHz
- Madrid: 8A 195.936 MHz

### TDT
- Red de cobertura estatal: MPE1
- UHF CH. 32 Frecuencia 562000 kHz Ancho de banda (MHz) 8 en San Sebastián

### Satélite
- Hispasat: 11510 V SR 10000 FEC 3/4, DVB-S